# Torres del Seminari
Les Torres del Seminari són un conjunt de torrasses de muralla d'origen almohade situades a la ciutat d'Oriola (Baix Segura, País Valencià). Es tracta de dues torres situades al mont de Sant Miquel a l'altura del Seminari de Sant Miquel.
Aquestes torres estaven unides entre si per una muralla pròpia i independent de la de la ciutat. Formaven un cinturó protector anomenat muralla del castell d'Oriola, que es distribuïa per tot el mont de Sant Miquel amb la finalitat de protegir l'alcassaba.
La desapareguda muralla connectava aquestes torres amb les muralles de la ciutat (destruïdes al segle xviii).

## Història i cronologia
La cronologia de les torres en principi es fixa al segle XII-XIII, a l'època almohade, encara que no es descarta que la seua antiguitat fora major, tenint en compte l'existència d'una muralla visigoda que protegia el castell de Teodomir.
El rei Pere IV el Cerimoniós, va manar, després de la guerra dels dos Peres que va tindre la ciutat en setge durant dotze anys, reformar les muralles de la ciutat, per la qual cosa aquesta reforma afectaria a les torres per reconstruir les parts afectades per la contesa. De la mateixa manera, el rei Felip II va ordenar la restauració de totes les muralles de la ciutat a costa de la hisenda reial.
El rei Felip V va ordenar la destrucció de la muralla per deixar indefensa a la ciutat, per haver donat suport a la causa de l'arxiduc Carles, fet que va ser dut a terme pel virrei de València i Múrcia, el cardenal Belluga.
En l'actualitat, ambdues torres posseeixen la declaració de Bé d'interés cultural des de l'any 1949.